# 로버트 F. 와그너
로버트 퍼디낸드 와그너(Robert Ferdinand Wagner, 1877년 6월 8일 ~ 1953년 5월 4일)는 독일계 미국인 정치인으로서 1927년부터 1949년까지 뉴욕주 연방 상원을 지냈다.
독일 이민자이자 미국 상원인 와그너는 미국에서 근로자와 일반 시민을 위한 정치적 옹호자였다. 그는 진보적인 정치를 채택하여 정부가 억눌린 사회 문제들을 해결하는 도움을 주는 데 책임을 가졌다는 것을 강하게 믿었다. (진보적 아이디어들은 20세기 초기에 미국에서 다양한 단체들로부터 성원을 얻었다.) 상원에서 와그너는 1930년대에 프랭클린 D. 루스벨트 대통령의 뉴딜과 이후에 해리 트루먼 대통령의 페어딜 프로그램들의 지도적인 주창자들 중의 하나였다. (뉴딜은 미국의 최악의 경제 위기였던 대공황에 의하여 영향을 받은 자들의 대부분을 원조하는 데 루스벨트 행정부에 의하여 설계된 연방 법령과 프로그램들의 수집이었고, 페어딜은 미국 사회에서 더욱 거대한 인종과 경제적 평등을 흥행하는 데 트루먼의 제안된 프로그램이었다.) 자신의 경력을 통하여 와그너는 산업적 사회에서 근로자 계급을 위한 경제 안보를 마련하는 데 정부의 역할인 것을 다루었다. 경제 안보의 이 목적을 달성하는 데 와그너는 비지니스와 노동 사이에 힘의 균형을 찾았고, 노동 조합을 형성하는 데 근로자들의 권리를 성원하였다. 불리한 대변인으로 와그너는 20세기의 나머지를 위하여 거대한 영향을 가진 입법을 창조하였다. 그의 수많은 입법상 승리들은 조합들로 결성하는 데 근로자들의 권리들을 승인하고 빈민들을 위하여 공공 주택 공급을 창조한 것을 포함하였다.

## 영재 학생
독일 제국 비스바덴 근처의 작은 라인란트 마을 나스테텐에서 태어난 와그너는 가족에서 7명의 자식들 중 막내였다. 그의 부친 라인하르트는 지방 염색·인쇄 비지니스를 운영하였다. 농부들과 마을 사람들은 염색을 위하여 그에게 자신들의 수직물과 다른 직물들을 가져왔다고 한다. 모친 마그델레네는 학교 교사였다. 합리적으로 그들이 재정적으로 편안하였어도 로버트가 8세때 와그너 부부는 자신들의 자식들을 위하여 더욱 나은 경제적 기회들을 찾는 데 1886년 미국으로 이민을 떠나기로 결정하였다. 그들은 뉴욕의 어퍼 이스트 사이드에 있는 독일인 이민자들의 식민지 요크빌에 정착하였다. 그곳은 빈곤으로 가득찬 곤란한 지역이었고, 대부분 노동자 계급의 이민들에 의하여 영유되었다. 미국에서 잘 설립된 산업화와 함께 라인하르트는 장인 염색업자를 위한 수요가 적었다. 대신 그는 다양한 연립 주택들을 위한 관리인으로서 일하여 한주에 5 달러를 벌었고 가족을 위한 지하 아파트를 받았다. 마그델레네 여사는 돈을 위하여 세탁업을 하였으며 자식들은 뜨내기 일들을 하면서 가족을 위한 추가적 돈을 만들었다. 어린 로버트 마저 학교 후에 신문을 팔고 식품들을 배달하였다.
로버트의 부모는 자신들의 자식들 중 최소한 1명이 대학 교육에 기회를 가져야 한다고 결정하였다. 고등학교에서 자신의 반의 1등에 졸업한 로버트가 선택된 아들이었다. 뉴욕 시티 칼리지의 상대적으로 높은 학업 표준을 손쉽게 만난 로버트 와그너는 수업료가 없는 학교에 입학하였다. 칼리지에서 재학한 동안 와그너는 뉴욕 애슬레틱 클럽에서 보이로 일하여 뉴욕의 많은 부유층 거주자들과 함께 알게 되었다. 그는 다재다능한 학생으로 미식축구 팀의 쿼터백과 주장, 그리고 야구 팀의 유격수로 지낸 것은 물론 학문과 토론 팀에서 뛰어났다. 1896년 로버트 와그너와 함께 학교에 설립한 라인하르트와 마그달레네는 10년 동안 열심히 일한 끝에 피로를 느껴 독일로 귀국하였다. 1898년 와그너가 학위를 취득했을 때 가까운 친구는 법학 학위를 추구하는 데 그를 납득시켰다. 와그너는 1900년 영예들과 함께 뉴욕 로스쿨을 졸업하였다.

## 뉴욕주의 법률과 정치
학교 외부에서 신선한 와그너는 뉴욕의 법률 관행을 시작하여 민주당에서 활동적이 되었다. 처음에 그는 1933년까지 도시의 정치를 지배한 태머니 홀로 알려진 뉴욕 민주당 정치 기계에서 지방 대표로 지냈다. 그는 또한 다른 조직들에 가입하였고 많은 쓸모있는 비지니스와 정치적 교제들을 만들었다. 빠르게 정치에서 적성을 보인 와그너는 1904년 뉴욕주 의회에서 의석을 이겨 1908년 주의 상원으로 옮겼다. 그 동년에 그는 아일랜드계 미국인 여성 마거릿 마리 맥태그에게 결혼하였다. 그들의 외동 아들 로버트 F. 와그너 주니어 (1910 ~ 1991)는 1954년부터 1965년까지 뉴욕의 시장을 지냈다.
1900년대 초반에 뉴욕주에서 진보적 정치의 상승과 함께 와그너는 진보적 사회 개혁 목적들을 채택하여 사회를 근로자와 일반 시민들의 필요성들을 만나는 데 더 나은 방향을 추구하였다. 젊은 입법자로서 그는 먼 거리를 통근한 많은 근로자 계급 기수들을 위하여 운임을 줄인 높이 인기있는 대중 교통 요금을 성공적으로 후원하였다. 자신의 평판이 상승하면서 1910년 33세의 나이에 와그너는 주립 상원의 지도력을 가정하는 데 뉴욕주 역사상 최연소 입법자가 되었다. 전부로 그는 뉴욕주 입법을 통하여 56개의 개혁 법안들을 안내하여 노동과 산업적 근심들에 관하여 넓은 범위를 연설하였다. 그의 가장 큰 성공들 중의 하나는 가스, 전기와 교통 수단을 위하여 청구된 요금들을 감시하는 직무를 가진 공공 서비스 위원회의 창조를 통하여 공익 사업의 규제였다. 이 모든 비용들의 규제는 평범한 시민들의 자금을 보호하는 데 나타냈다. 와그너는 또한 직업에 부상을 당한 근로자들에게 지불하는 데 근로자 배상법을 소개하였다. 그것은 당시 국가에서 그런 가장 효과적인 입법으로 숙고되었다. 뉴욕에서 비극적인 산업 화재가 일어나 거의 150명의 근로자들이 사망한 후, 와그너는 조사에서 중요한 역할을 하였다. 자신의 주장들을 성원하는 데 발견을 사용한 그는 직장의 안전과 위생, 한정된 어린이 노동과 여성을 위하여 제한된 근무 시간을 연설한 노동 법률을 통하여 밀고 나갔다. 그는 자신들의 활동들을 법적으로 보호하면서 노동 조합들을 흥행하는 데 제안된 입법을 적은 성공적으로 후원하고 있었다.
1918년 와그너는 국가에서 가장 바쁜 사법 지구들 중의 하나인 뉴욕주 대법원으로 선출되었다. 대법관으로서 그는 파업 노동자들의 권리를 보호하고, 임대료를 통제한 법률을 지킨 판결을 포함한 여러 가지 역사적 결정들을 내렸다. 그는 고용주에게 그 근로자들과 계약을 존중하도록 요구한 미국의 법률 역사상 첫번째 법원 명령을 내렸다. 안정된 영향력의 위치를 떠나기를 꺼린 그는 그럼에 불구하고 1926년 미국 상원을 위하여 나가는 데 민주당의 부름을 받아들였다. 그의 선거 운동은 성공적이었고 그는 1927년 상원에 가입하였다. 끊임없이 희생자를 성원한 그는 22년 동안 휩쓸어진 대중의 성원과 함께 상원을 지냈다.

## 경제적 어려움
1929년 후순 대공황의 습격과 함께 와그너는 평범한 시민과 근로자에게 경제적 구호를 가져오는 데 추구하였다. 허버트 후버 대통령의 기간 동안 와그너는 향상된 노동 통계의 수집 및 추적, 그리고 실업자들을 원조할 공공 사업 계획들에 자금을 지원하는 데 정부 지출 부족을 위하여 밀고 나갔다. 공공 사업 계획들은 도로, 공공 건물과 공원들의 건설을 포함한 정부에 의하여 지원되었으며 이 계획들은 많은 새로운 직업들을 창조하였다. 와그너는 직업들이 산업의 회복을 자극할 구매력을 증가시킬 것이라고 믿었다. 후버에 의하여 하나의 공공 사업 법안이 거부된 후 와그너는 1932년 후버가 마지못해 서명한 긴급 구호 건설 법령을 통하여 밀고 나갔다.
1933년 프랭클린 D. 루스벨트에 의하여 이끌어진 민주당원들이 권력으로 들어왔다. 와그너는 루스벨트의 뉴딜 프로그램들의 지도적인 성원자와 옹호자가 되었다. 그는 1933년 연방 긴급 구조 법령과 민간 산림 보호대의 후원자로서 시작하였다. 둘다 실업자들을 위하여 직업들을 마련하였다. 와그너는 주요 산업적 회복 입법을 제정하는 데 지도적인 역할을 하였다.

## 와그너 법령
국내 산업 회복 법령이 비헌법적이란 것을 미국 대법원이 판결을 내린지 단 5주 후에 와그너 상원은 성공적으로 의회를 통하여 노동법에 관한 새로운 일을 하였다. 1935년 7월 5일 의회는 국내 노동 관계법을 통과시켜 조합들로 결성하는 데 근로자들의 권리를 거듭 단언하였다. 와그너 상원의 이름을 따 더욱 일반적으로 와그너 법령으로 불린 국내 노동 관계법은 미국 역사상 노동법의 가장 중요한 표본이다. 법령은 조합에 가입하기 위하여 단순하게 직원들을 해고시키는 것으로부터 고용주들을 금지한다. 그것은 또한 조합 활동들에 방해, 조합과 협상 거부 혹은 노동 조직에 통제를 얻는 것을 포함한 불공평한 비지니스 관행들로부터 회사들을 금지하기도 한다. 법령은 또한 조합에 가입하는 데 요구된 근로자들로부터 조합들을 금한다. 이 조항들을 집행하는 데 와그너 법령은 회원들이 5년의 기간을 위하여 대통령에 의하여 임명된 국내 노동 관계 위원회를 창조하였다. 예를 들어 회사가 법령을 위반할 때 국내 노동 관계 위원회는 고용주가 의심스러운 활동을 중단한 것을 요구한 정지 명령을 내릴 수 있다. 만약 회사가 고집한다면 부당 관행을 중지하는 데 회사에 강제 판결을 위하여 국내 노동 관계 위원회가 미국 연방 항소법원으로 갈 수 있다. 국내 노동 관계 위윈회는 조합을 형성하거나 아니면 조합이 형성되었다는 것을 결정하는 데 근로자들이 자신들의 대표들을 결심시키는 선거들을 치르는 도움을 주면서 조합들을 흥행한다.
그는 국내 산업 회복 법령의 3개의 규정들에서 각별히 흥미를 가졌으며 독립적인 노동 조합들을 통하여 향상된 근무 상태들을 위하여 단체 교섭을 하는 데 근로자들의 권리, 최저 임금, 최대 시간과 근무 상태들을 위한 산업 규약의 설립과 실업자들을 위한 직업들을 창조하는 데 공공사업진흥국의 설립이었다. 국내 산업 회복 법령은 또한 노동 분쟁들을 해결하고 자신들의 프로그램들이 수행되었는지 확인하는 데 국가 노동 위원회를 창조하였다. 와그너는 국가 노동 위원회의 우두머리로 임명되었다. 하지만 위원회는 효과가 충분하지 않은 힘을 가져 많은 회사들이 조합들을 승인하는 데 거부하였고 법령의 정신을 무시하였다. 국가 노동 위원회와 좌절감을 느낀 와그너는 1934년 3월 국가 노동 위원회에게 집행력들을 주는 데 제안된 노동 분쟁 법안을 소개하였다. 하지만 법안은 강한 산업적 반대를 향하여 의회에서 아무 곳도 없었다.
1935년 5월 27일 미국 대법원이 국가 노동 위원회가 비헌법적이란 것을 판결을 내렸을 때 와그너는 이미 업무들에서 더욱 강한 새 법안을 가졌다. 그해 2월 21일 의회에서 소개된 법안은 더욱 효과적으로 근로자들의 권리들을 승인하였다. 그것은 단순하게 노동 분쟁들을 해결하는 것보다 근로자들의 권리들을 집행하는 것으로서 같은 국내 산업 회복 법령의 특정 측면을 강화하는 데 입안되었다. 와그너 법령은 7월 5일에 통과되었다. 그 현저한 법령은 확실히 불공평한 노동 관행을 금지하였고, 경영 노동 관계들을 감시하는 데 국내 노동 관계 위원회를 창조하였다. 와그너는 또한 사회보장법 (1935년)과 와그너-스티골 주택 공급 법령 (1937년)을 포함하여 1930년대를 통하여 많은 다른 법령들을 후원하였다. 주택 공급 법령은 미국 주택 당국을 설립하였고, 저소득층의 주택 공급을 위하여 연방 기금들을 마련하였다.
다른 입법 노력들은 적은 성공을 증명하였다. 인종 차별의 희생자들을 위한 와그너의 근심은 상원에서 린치에 반대하는 법안에 그의 협찬으로 이끌었다. 법안은 1934년 1월에 소개되었으나 의회의 남부 출신 의원들로부터 강한 저항과 루스벨트의 보증의 불참이 1938년 2월까지 법안의 궁극의 죽음으로 이끌었다. 와그너는 또한 활동적으로 차별적인 투표의 법률을 금지하는 비성공적 법안들을 성원하기도 하였다. 외교 정책에서 와그너는 독일에서 아돌프 히틀러와 나치주의의 상승에 관하여 울린 조기 경보에 루스벨트에게 가입하였다. 그는 또한 1930년대 후반에 나치 독일로부터 미국으로 입국하는 데 유대인 난민들의 증가된 흐름을 허용하는 호의에 노골적이었다.

## 전쟁 이후의 시기
제2차 세계 대전 후에 와그너는 노동, 사회 보장, 완전 고용 (취업 기회들이 풍부하고 실업률이 6 퍼센트 아래 있던 경제 상태), 주택 공급, 국제 경제 원조, 팔레스타인에 유대인 국가의 창조와 북동부에서 세인트로렌스 수로의 경제 개발을 포함한 광범위한 문제들에 다시 한번 연루되었다. 와그너는 공공 주택 공급과 도시 재개발을 흥행하는 입법과 유대인의 국가 이스라엘이 1948년 현실이 된 성공을 가졌다. 해리 트루먼 대통령의 강한 성원과 함께 와그너는 또한 국내 건강보험과 민권을 위한 입법을 흥행하기도 하였다. 하지만 보수적 의회는 와그너의 제안들을 통과시키는 데 더욱 어렵게 만들었다. 의회가 트루먼의 거부에 태프트-하틀리 법령을 통과시켰을 때 주요 패배가 왔다. 법령은 국내 노동 관계 법령을 수정하였고, 이전의 10년간 세월에 와그너가 노동력 달성을 도운 권력을 줄였다.
자신의 건강 상실과 함께 와그너는 1949년 6월 28일 상원으로부터 조용히 사임하였다. 자신의 퇴직에 그는 인권을 위한 싸움에서 패배보다 더욱 많은 입법적 승리들을 간주할 수 있었다는 것을 자랑스럽게 선언하였다. 자신의 공헌의 세월 동안 와그너는 진보적인 정치의 상승을 반영하였고 이민자들의 정치력을 증가시켰다.

## 사망
1953년 5월 4일 와그너는 75세의 나이로 뉴욕에서 사망하여 퀸스의 캘버리 공동묘지에 안치되었다.

## 역대 선거 결과
| 선거명      | 직책명                     | 대수  | 정당   | 득표율 | 득표수      | 결과 | 당락                 |
| ----------- | -------------------------- | ----- | ------ | ------ | ----------- | ---- | -------------------- |
| 1904년 선거 | 하원의원 (뉴욕 제30선거구) | 128대 | 민주당 | 57.44% | 6,365표     | 1위  | 뉴욕 주의원 당선     |
| 1905년 선거 | 하원의원 (뉴욕 제30선거구) | 129대 | 민주당 | 38.69% | 3,924표     | 2위  | 낙선                 |
| 1906년 선거 | 하원의원 (뉴욕 제22선거구) | 130대 | 민주당 | 67.52% | 6,150표     | 1위  | 뉴욕 주의원 당선     |
| 1907년 선거 | 하원의원 (뉴욕 제22선거구) | 131대 | 민주당 | 54.06% | 4,255표     | 1위  | 뉴욕 주의원 당선     |
| 1908년 선거 | 상원의원 (뉴욕 제16부)     | 132대 | 민주당 | 55.31% | 14,026표    | 1위  | 뉴욕 주의원 당선     |
| 1910년 선거 | 상원의원 (뉴욕 제16부)     | 134대 | 민주당 | 65.12% | 13,907표    | 1위  | 뉴욕 주의원 당선     |
| 1912년 선거 | 상원의원 (뉴욕 제16부)     | 136대 | 민주당 | 57.63% | 12,733표    | 1위  | 뉴욕 주의원 당선     |
| 1914년 선거 | 상원의원 (뉴욕 제16부)     | 138대 | 민주당 | 58.34% | 11,143표    | 1위  | 뉴욕 주의원 당선     |
| 1916년 선거 | 상원의원 (뉴욕 제16부)     | 140대 | 민주당 | 62.55% | 13,005표    | 1위  | 뉴욕 주의원 당선     |
| 1926년 선거 | 상원의원 (뉴욕 제3부)      | 70대  | 민주당 | 46.48% | 1,321,463표 | 1위  | 뉴욕주 상원의원 당선 |
| 1932년 선거 | 상원의원 (뉴욕 제3부)      | 73대  | 민주당 | 55.77% | 2,532,905표 | 1위  | 뉴욕주 상원의원 당선 |
| 1938년 선거 | 상원의원 (뉴욕 제3부)      | 76대  | 민주당 | 54.48% | 2,497,029표 | 1위  | 뉴욕주 상원의원 당선 |
| 1944년 선거 | 상원의원 (뉴욕 제3부)      | 79대  | 민주당 | 53.06% | 3,294,576표 | 1위  | 뉴욕주 상원의원 당선 |